# نویکالن
شهر نویکالن (به آلمانی: Neukalen) در ایالت مکلنبورگ-فورپومن در کشور آلمان واقع شده‌است.